# Prokroyeria meridionalis
Prokroyeria meridionalis is een eenoogkreeftjessoort uit de familie van de Kroyeriidae. De wetenschappelijke naam van de soort is voor het eerst geldig gepubliceerd in 1975 door Ramirez.